# Virginio Orsini
Virginio Orsini (11 settembre 1572 – Roma, 9 settembre 1615), figlio del duca Paolo Giordano I Orsini e della duchessa Isabella de' Medici, fu il secondo duca di Bracciano.

## Biografia
Figlio di Paolo Giordano I e di Isabella de' Medici, ereditò il titolo e i beni dal padre, morto nel 1585 al termine di una vita torbida e ricca di episodi sanguinosi.
Virginio ebbe una vita più gloriosa: fu insignito dell'Ordine del Toson d'oro, che diede lustro alla già celebre e potente casata orsinesca.
Fu al servizio della Repubblica di Venezia e successivamente della Chiesa.
Grazie al matrimonio del padre con Isabella de' Medici, fintanto che il cardinal Ferdinando I de' Medici non rinunciò alla porpora per dare eredi legittimi al proprio casato, Virginio venne considerato l'unico erede maschio dei Medici per la successione al Granducato; anche in seguito gli venne concesso il diritto di precedenza sui figli del granduca nelle cavalcate solenni con altre onorificenze quali l'esplosione di salve di cannone al suo ingresso nei porti di Livorno e Civitavecchia; in tale veste però il bisogno di condurre una vita sfarzosa al pari di altri principi del suo rango, lo condusse ben presto ad erodere progressivamente il patrimonio famigliare.
Nel 1606 rientrò in possesso degli antichi possedimenti di Oriolo, Viano, Ischia e Rota, ceduti ai Santacroce da Gentile Virginio Orsini per evitarne il sequestro da parte dei Borgia, dovendosi però i 130.000 scudi del debito "Monte di Viano" andando ad aggravare la situazione patrimoniale della famiglia.
A lui si ispirò Shakespeare per la sua Dodicesima notte.

## Discendenza
Sposò il 20 marzo 1589 Flavia Damasceni Peretti, nipote del Papa Sisto V, da cui ebbe dodici figli, diversi dei quali protagonisti di carriere o matrimoni importanti:
- Paolo Giordano II (1591 – 24 maggio 1656), sposò la principessa regnante di Piombino Isabella Appiano e venne innalzato al titolo di principe del Sacro Romano Impero con la qualifica di Altezza Serenissima, titolo che lo elevò al di sopra di tutti gli altri principi romani;
- Alessandro (1592 – 22 agosto 1626), cardinale e legato pontificio;
- Isabella (1597 – 1623), sposò il duca di Guastalla Cesare II Gonzaga;
- Maria Felicia (10 novembre 1599 – 5 giugno 1666), sposò il duca Enrico II di Montmorency; dopo essere rimasta vedova prese i voti;
- Camilla (29 luglio 1603 - 14 marzo 1685[10]), sposò il principe di Sulmona Marcantonio II Borghese, nipote del Pontefice allora regnante Paolo V; dopo essere rimasta vedova si unì alle Vergini salesiane;
- Ferdinando (? - 4 marzo 1660), successe al fratello come Duca e fece confluire nei beni familiari anche quelli della linea Orsini di San Gemini;
- Cosimo (? - prima del novembre 1619), militare.
- Francesco (? - 1º aprile 1667), abate di Farfa dal 1622 al 1627 (rinuncia), fu poi gesuita;
- Virginio, carmelitano scalzo come Giovan Battista di Gesù Maria dal 22 febbraio 1627 (1600 - 8 maggio 1646).
- Carlo (? - 21 agosto 1615).
- Raimondo, morto infante.
- Figlia nata morta (14 settembre 1606). Sua madre morì mettendola al mondo.

## Ascendenza
|                                 |                                        |                                   | Genitori                              |  |  | Nonni |  |  | Bisnonni             |  |  | Trisnonni               |  |
|                                 |                                        |                                   |                                       |  |  |       |  |  | Gian Giordano Orsini |  |  | Gentile Virginio Orsini |  |
|                                 |                                        |                                   |                                       |  |  |       |  |  | Gian Giordano Orsini |  |  | Gentile Virginio Orsini |  |
|                                 |                                        | Isabella Orsini di Salerno        |                                       |  |  |       |  |  | Gian Giordano Orsini |  |  |                         |  |
| Girolamo Orsini                 |                                        |                                   |                                       |  |  |       |  |  | Gian Giordano Orsini |  |  |                         |  |
|                                 |                                        | Felice Della Rovere               | Papa Giulio II                        |  |  |       |  |  |                      |  |  |                         |  |
|                                 |                                        | Felice Della Rovere               | Papa Giulio II                        |  |  |       |  |  |                      |  |  |                         |  |
|                                 |                                        | Felice Della Rovere               | Lucrezia Normanni                     |  |  |       |  |  |                      |  |  |                         |  |
| Paolo Giordano I Orsini         |                                        | Felice Della Rovere               |                                       |  |  |       |  |  |                      |  |  |                         |  |
|                                 |                                        | Bosio II Sforza di Santa Fiora    | Federico Sforza di Santa Fiora        |  |  |       |  |  |                      |  |  |                         |  |
|                                 |                                        | Bosio II Sforza di Santa Fiora    | Federico Sforza di Santa Fiora        |  |  |       |  |  |                      |  |  |                         |  |
|                                 |                                        | Bosio II Sforza di Santa Fiora    | Bartolomea Orsini di Pitigliano       |  |  |       |  |  |                      |  |  |                         |  |
| Francesca Sforza di Santa Fiora |                                        | Bosio II Sforza di Santa Fiora    |                                       |  |  |       |  |  |                      |  |  |                         |  |
|                                 |                                        | Costanza Farnese                  | Papa Paolo III                        |  |  |       |  |  |                      |  |  |                         |  |
|                                 |                                        | Costanza Farnese                  | Papa Paolo III                        |  |  |       |  |  |                      |  |  |                         |  |
|                                 |                                        | Costanza Farnese                  | Silvia Ruffini                        |  |  |       |  |  |                      |  |  |                         |  |
| Virginio Orsini                 |                                        | Costanza Farnese                  |                                       |  |  |       |  |  |                      |  |  |                         |  |
|                                 | Giovanni "delle Bande Nere" de' Medici | Giovanni "il Popolano" de' Medici |                                       |  |  |       |  |  |                      |  |  |                         |  |
|                                 | Giovanni "delle Bande Nere" de' Medici | Giovanni "il Popolano" de' Medici |                                       |  |  |       |  |  |                      |  |  |                         |  |
|                                 | Giovanni "delle Bande Nere" de' Medici | Caterina Sforza                   |                                       |  |  |       |  |  |                      |  |  |                         |  |
| Cosimo I de' Medici             | Giovanni "delle Bande Nere" de' Medici |                                   |                                       |  |  |       |  |  |                      |  |  |                         |  |
|                                 |                                        | Maria Salviati                    | Jacopo Salviati                       |  |  |       |  |  |                      |  |  |                         |  |
|                                 |                                        | Maria Salviati                    | Jacopo Salviati                       |  |  |       |  |  |                      |  |  |                         |  |
|                                 |                                        | Maria Salviati                    | Lucrezia de' Medici                   |  |  |       |  |  |                      |  |  |                         |  |
| Isabella de' Medici             |                                        | Maria Salviati                    |                                       |  |  |       |  |  |                      |  |  |                         |  |
|                                 |                                        | Pedro Álvarez de Toledo y Zúñiga  | Fadrique Álvarez de Toledo y Enríquez |  |  |       |  |  |                      |  |  |                         |  |
|                                 |                                        | Pedro Álvarez de Toledo y Zúñiga  | Fadrique Álvarez de Toledo y Enríquez |  |  |       |  |  |                      |  |  |                         |  |
|                                 |                                        | Pedro Álvarez de Toledo y Zúñiga  | Isabel de Zúñiga                      |  |  |       |  |  |                      |  |  |                         |  |
| Eleonora di Toledo              |                                        | Pedro Álvarez de Toledo y Zúñiga  |                                       |  |  |       |  |  |                      |  |  |                         |  |
|                                 |                                        | María Osorio y Pimentel           | Luis Pimentel y Pacheco               |  |  |       |  |  |                      |  |  |                         |  |
|                                 |                                        | María Osorio y Pimentel           | Luis Pimentel y Pacheco               |  |  |       |  |  |                      |  |  |                         |  |
|                                 |                                        | María Osorio y Pimentel           | Juana Osorio                          |  |  |       |  |  |                      |  |  |                         |  |
|                                 |                                        | María Osorio y Pimentel           |                                       |  |  |       |  |  |                      |  |  |                         |  |